# Подхале (хоккейный клуб)
«Подхале» — хоккейный клуб из города Новы-Тарг. Является самым титулованным клубом Польши. Домашней ареной клуба является Городской ледовый дворец.

## Достижения клуба
- Чемпионат Польши по хоккею:
  - Победители (19) : 1966, 1969, 1971, 1972, 1973, 1974, 1975, 1976, 1977, 1978, 1979, 1987, 1993, 1994, 1995, 1996, 1997, 2007, 2010
  - Серебряный призёр (11) : 1963, 1964, 1970, 1980, 1981, 1982, 1986, 1990, 1998, 2000, 2004
  - Бронзовый призёр (14) : 1958, 1960, 1961, 1962, 1968, 1984, 1985, 1989, 1991, 1992, 1999, 2006, 2008, 2009, 2016

- Кубок Польши по хоккею
  - Обладатели (2): 2003, 2004
  - Финалист (2) : 1999, 2005